# Zvi Aharoni
Zvi Aharoni (צבי אהרוני) (nascido em 1921) foi um agente israelense do Mossad altamente importante para a captura de Adolf Eichmann.

## Biografia
Hermann Arendt (posteriormente, Zvi Aharoni) nasceu em Frankfurt (Oder), Alemanha, imigrou para a Palestina quando criança. Depois de servir no Exército Britânico, ele entrou no serviço secreto de Israel e passou 20 anos como caçador de nazistas. Foi ele o agente que identificou "Ricardo Klement" como Eichmann.
Aharoni voou para Buenos Aires e rastreou a casa da família em um bairro remoto nos arredores da cidade. Em 19 de Março de 1960, ele localizou Eichmann. Em seu relatório sobre a captura, Aharoni escreveu "Eu o vi às duas da tarde, um homem de tamanho e forma médios, de aproximadamente 50 anos de idade, com a testa alta e parcialmente calvo, recolhendo a roupa". Ele fotografou Eichmann por meio de uma câmara escondida na maleta.

## Obras publicadas
- Operação Eichmann – Perseguição e Captura